# 山本唯太
山本 唯太（やまもと ゆうた、1995年10月22日 - ）は、日本のアーティスト、タレント、俳優である。
東京都出身。身長158cm。A型。

## 来歴
高校卒業後、ESPミュージカルアカデミ（現・ESPエンターテインメント東京）に入学し、音楽活動を開始。
影響を受けた人物として、鬼束ちひろと発言している。
都内のライブハウスを中心とし音楽活動を行っている。現在では、音楽活動以外にタレントとしてもメディアを中心に活動中。
2021年5月に日テレ系『ネメシス』に出演。2021年10月に自身初のシングル『Allas~永遠の覚醒~/Moment』を発表。
2022年4月に2nd シングル『紫苑の雫』をリリース。また同月に前年にリリースした1st single『Allas~永遠の覚醒~』のJOYSOUNDにてカラオケ配信（4月29日配信開始）を発表。
2022年10月に自身初のMini Album『First MEMORY』を発売。

## 出演

### 大型LIVE
- 東京ボーイズコレクション ファッション&ミュージックフェス2017

### テレビドラマ
- MUSE9（千葉テレビ、2019年）
- ネメシス 第8話（日本テレビ系、2021年5月30日）

## ディスコグラフィ
シングル
|               | 発売日         | タイトル                   | 規格          | 仕様          | 備考          |
| YES PROMOTION | YES PROMOTION  | YES PROMOTION              | YES PROMOTION | YES PROMOTION | YES PROMOTION |
| ------------- | -------------- | -------------------------- | ------------- | ------------- | ------------- |
| 1st           | 2021年10月22日 | Allas〜永遠の覚醒〜/Moment | デジタル配信  | シングル      |               |
| 2nd           | 2022年4月22日  | 紫苑の雫                   | デジタル配信  | シングル      |               |
| 3rd           | 2022年10月10日 | First MEMORY               | CD            | ミニアルバム  |               |